# Quet-en-Beaumont
Quet-en-Beaumont är en kommun i departementet Isère i regionen Auvergne-Rhône-Alpes i sydöstra Frankrike. Kommunen ligger i kantonen Corps som tillhör arrondissementet Grenoble. År 2022 hade Quet-en-Beaumont 79 invånare.

## Befolkningsutveckling
Antalet invånare i kommunen Quet-en-Beaumont
Referens:INSEE